# Copa de la República Checa Femenina
La Copa de la República Checa Femenina (en checo: Pohár Komise fotbalu žen or Pohár KFŽ) es una competición anual de fútbol femenino de la República Checa. Su primera edición fue en 2007.

## Formato
Los equipos de los dos primeros niveles del fútbol femenino entran en la competición. Los clubes de la Primera División juegan desde la tercera ronda, que equivale a los dieciseisavos de final.

## Finales
| Año     | Ganador      | Resultado            | Finalista        | Sede           |
| ------- | ------------ | -------------------- | ---------------- | -------------- |
| 2007-08 | Sparta Praga | 5–1                  | Slavia Praga     | Humpolec       |
| 2008-09 | Sparta Praga | 7–0                  | 1.FC Slovácko    | Slaný          |
| 2009-10 | Sparta Praga | 8–0                  | Sokol Stará Lysá | Humpolec       |
| 2010-11 | Sparta Praga | 0–0 a.e.t. (5–4 pen) | Slavia Praga     | Čelákovice     |
| 2011-12 | Sparta Praga | 8–0                  | Pardubice        | Pilsen         |
| 2012-13 | Sparta Praga | 2–2 a.e.t. (5–4 pen) | Slavia Praga     | Chomutov       |
| 2013-14 | Slavia Praga | 1–0                  | Sparta Praga     | SK Prosek      |
| 2014-15 | Sparta Praga | 0–0 a.e.t. (5–4 pen) | Slavia Praga     | SK Prosek      |
| 2015-16 | Slavia Praga | 2–0                  | Sparta Praga     | SK Prosek      |
| 2016-17 | Sparta Praga | 2–0                  | Slavia Praga     | Třeboň         |
| 2017-18 | Sparta Praga | 3–1                  | 1.FC Slovácko    | Velké Meziříčí |
| 2018-19 | Sparta Praga | 1–1 a.e.t. (3–2 pen) | Slavia Praga     | SK Prosek      |